# Cunsigliu di a Lingua è di a Cultura Corsa
Cunsigliu di a Lingua è di a Cultura Corsa (Consell de la Llengua i de la Cultura Corsa, CLCC) és un organisme creat per la Col·lectivitat Territorial de Còrsega mitjançant una proposta de l'u de juliol de 2005 per a reflexionar sobre la difusió de la llengua corsa, i votat el gener de 2007 a l'Assemblea de Còrsega.
Està format per tres òrgans: 
- Un comitè científic (CS), presidit per Ghjacumu Thiers, redactor de l'informe sobre la llengua votat a l'Assemblea de Còrsega elaborat de gener a desembre de 2006 sobre els principals problemes de la societat insular. Organitza jornades temàtiques.
- Comitè de pilotatge i d'orientació (CPO)
- Una instància política.

El seu cap és Jean-Guy Talamoni.